# Licença ISC
A licença ISC é uma licença de software livre funcionalmente equivalente à versão 2-clause da licença BSD, com linguagem "desnecessária" removida de acordo com o estabelecido pela Convenção de Berna. Foi criada pela organização Internet Systems Consortium (ISC) para o licenciamento do software de sua responsabilidade. Também é utilizada por outros projetos, como o OpenBSD, que utiliza uma licença derivada da ISC como licença preferível para as novas contribuições em código incorporadas ao sistema.
Um modelo da licença, em inglês, é mostrado a seguir:
```
Copyright (c) <4-digit year>, <Company or Person's Name> <
E-mail
 address>

Permission to use, copy, modify, and distribute this software for any
purpose with or without fee is hereby granted, provided that the above

copyright
 notice and this permission notice appear in all copies.

THE SOFTWARE IS PROVIDED "AS IS" AND THE AUTHOR DISCLAIMS ALL WARRANTIES
WITH REGARD TO THIS SOFTWARE INCLUDING ALL IMPLIED WARRANTIES OF
MERCHANTABILITY AND FITNESS. IN NO EVENT SHALL THE AUTHOR BE LIABLE FOR
ANY SPECIAL, DIRECT, INDIRECT, OR CONSEQUENTIAL DAMAGES OR ANY DAMAGES
WHATSOEVER RESULTING FROM LOSS OF USE, DATA OR PROFITS, WHETHER IN AN
ACTION OF CONTRACT, NEGLIGENCE OR OTHER TORTIOUS ACTION, ARISING OUT OF
OR IN CONNECTION WITH THE USE OR PERFORMANCE OF THIS SOFTWARE.
```